# Louis Say
Louis Auguste Say (Lione, 9 marzo 1774 – Parigi, 6 marzo 1840) è stato un imprenditore francese, fratello del famoso economista Jean-Baptiste Say.

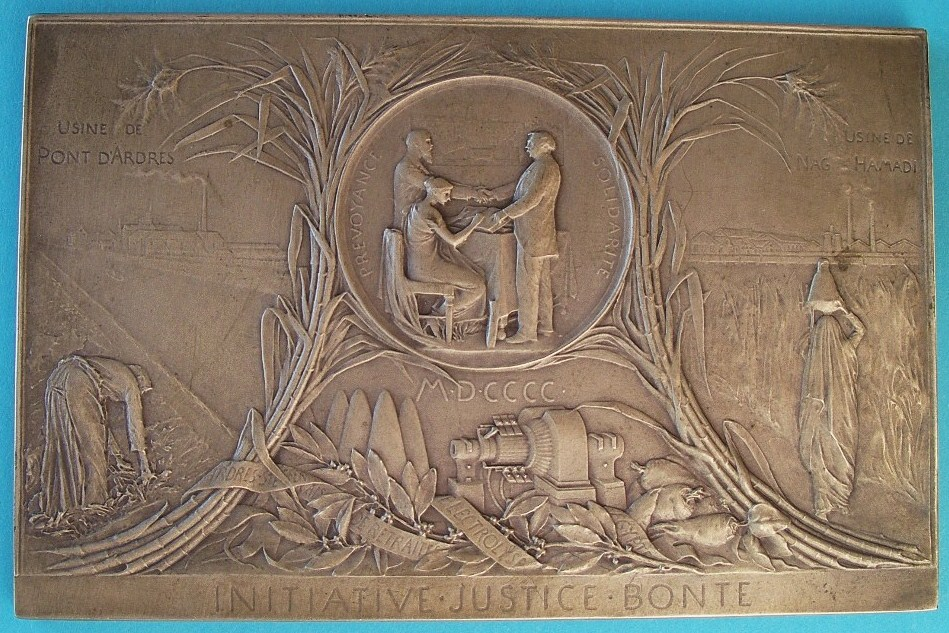
Targa commemorativa Raffineria Say

Come il fratello ha avuto un grande interesse per l'economia, tanto da pubblicare diversi saggi e articoli, anche se è certamente più ricordato per la sua impresa agro-alimentare, ancora oggi esistente, denominata Beghin-Say.
| Controllo di autorità | VIAF (EN) 17568262 · ISNI (EN) 0000 0000 8360 9540 · CERL cnp00125796 · LCCN (EN) n87912078 · GND (DE) 100398065 |